# Siméon Melanson
Pour les articles homonymes, voir Melanson.
Siméon Melanson (1873-19??) était un marchand et un homme politique canadien.

## Biographie
Siméon Melanson est né le 14 avril 1873 à Pré-d'en-Haut, désormais un quartier de Memramcook au Nouveau-Brunswick. Son père est Ambrose Melanson et sa mère est Domethilde Gauvin. Il épouse une certaine Belliveau le 13 février 1899.
Il est député de Westmorland à l'Assemblée législative du Nouveau-Brunswick de 1935 à 1939 en tant que libéral. Il est aussi conseiller municipal du comté de Westmorland.